# Habib Nurmagomedov
Habib Abdulmanapovič Nurmagomedov (ruski: Хабиб Абдулманaпович Нурмагомедов; Sildi, Dagestan, Rusija, 20. rujna 1988.) bivši je ruski profesionalni borac mješovitih borilačkih vještina (MMA). Natjecao se u lakoj kategoriji „Ultimate Fighting Championshipa” (UFC), gdje je bio UFC prvak u lakoj kategoriji s najdužim stažem, držeći naslov od travnja 2018. do ožujka 2021. S 29 pobjeda i bez poraza, umirovio se rekordom. Nurmagomedov se naširoko smatra jednim od najvećih boraca mješovitih borilačkih vještina svih vremena i primljen je u UFC Kuću slavnih 30. lipnja 2022. godine.
Dvostruki svjetski prvak u sambu, Nurmagomedov ima iskustvo u disciplinama sambo, judo i hrvanje. Bio je rangiran kao broj 1 na UFC-ovoj ljestvici „pound-for-pound” za muškarce u vrijeme svog umirovljenja, dok nije uklonjen nakon odmora od naslova u ožujku 2021. Utjecajni internetski portal „Fight Matrix” smatra ga uvjerljivo najboljim borcem lake kategorije svih vremena.
Dolazeći iz Republike Dagestan u Rusiji, Nurmagomedov je prvi musliman koji je osvojio UFC naslov. On je najpraćeniji Rus na instagramu, s više od 34,7 milijuna pratitelja (svibanj 2023). Također je promotor mješovitih borilačkih vještina (MMA), poznat po promoviranju natjecanja „Eagle Fighting Championshipa” (EFC), kojeg je vlasnik. Nakon umirovljenja, postao je trener, prije nego što se potpuno povukao iz sporta u siječnju 2023. 